# 錫利什泰亞古梅什蒂鄉
44°23′N 25°00′E / 44.383°N 25.000°E
錫利什泰亞古梅什蒂鄉（羅馬尼亞語：Comuna Siliștea Gumești, Teleorman），是羅馬尼亞的鄉份，位於該國南部，由特列奧爾曼縣負責管轄，面積45平方公里，2007年人口2,680，人口密度每平方公里60人，超過九成居民信奉東正教。